# Алмазное выглаживание

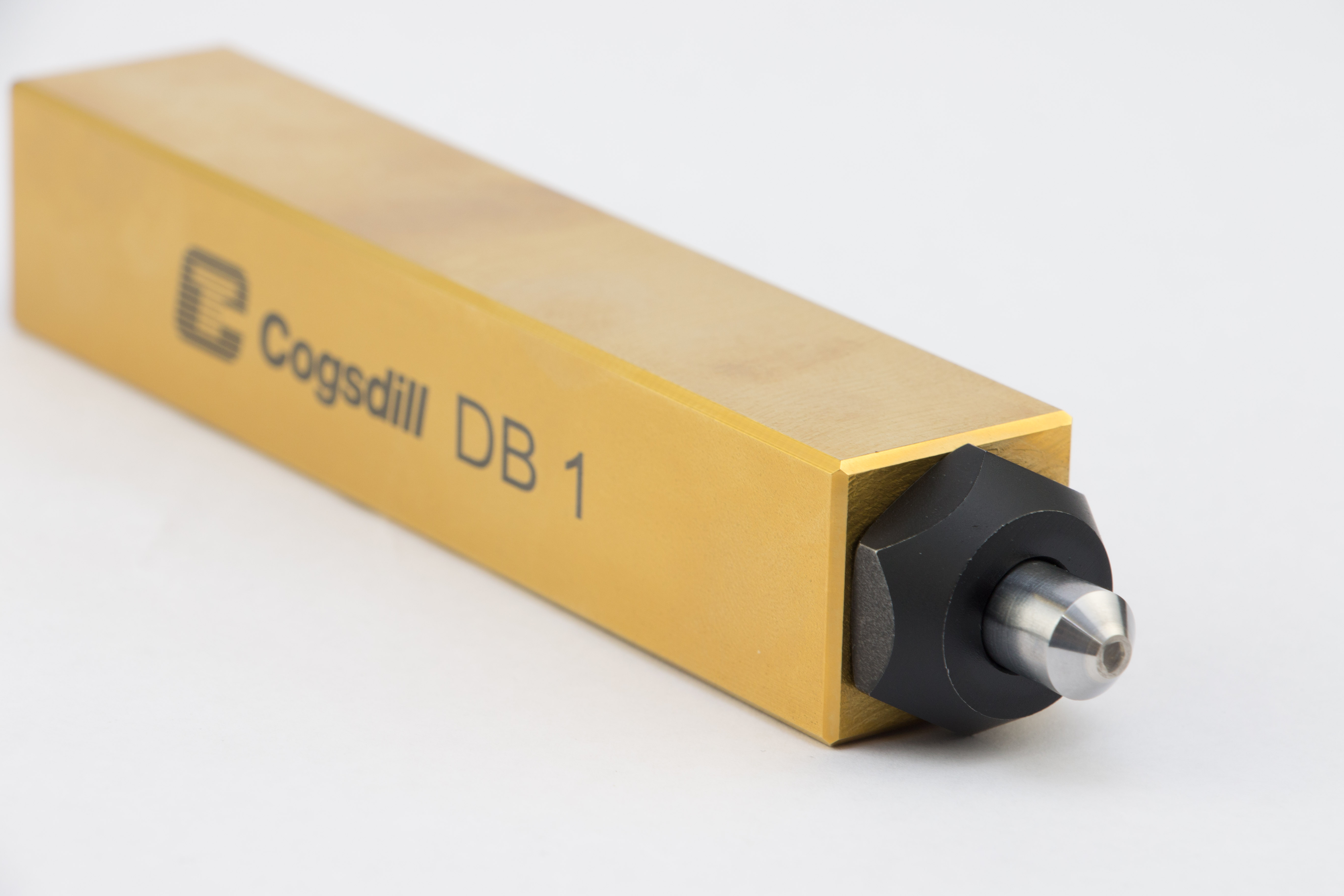
Пример выглаживателя с упругим закреплением индентора

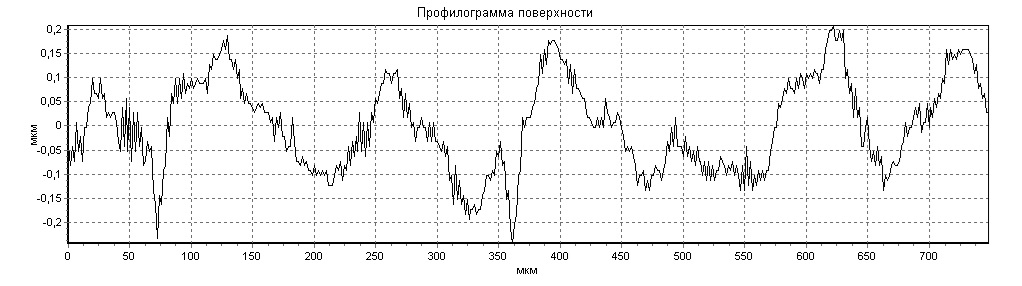
Пример регулярного профиля шероховатости поверхности после выглаживания с жестким закреплением индентора; Ra=0,08 мкм

Алмазное выглаживание (diamond burnishing) — процесс поверхностного пластического деформирования, который осуществляется при скольжении индентора с рабочей частью из природного алмаза по локально контактирующей с ним поверхности детали, при этом обеспечивается параметр шероховатости Ra=0,05-0,2 мкм с одновременным упрочнением поверхностного слоя, что тем самым увеличивает износостойкость деталей работающих в условиях трения.
Если в качестве рабочей части индентора применяют природный алмаз, то используют понятие «Алмазное выглаживание» (при применении синтетических поликристаллических алмазов АСПК — «Выглаживание АСПК», в случае твердых сплавов — «Твердосплавное выглаживание» и т. д.).
Обычно выглаживание выполняется после чистового точения за один установ. Алмазное выглаживание поверхности металла является хорошей альтернативой шлифованию и полированию, поскольку пластическая деформация металла при выглаживании приводит к сглаживанию исходной шероховатости, при этом поверхность может быть доведена до зеркального блеска (известно, что прецизионное точение обеспечивает Ra=0,1 мкм, поэтому речь идет не просто об обеспечении шероховатости, а об комплексном обеспечении параметров качества, с упрочнением поверхностного слоя детали).
Самыми распространенными способами выглаживания являются: выглаживание с упругим и с жёстким закреплением индентора. Также применяется жестко-упругое выглаживание, вибровыглаживание, наноструктурирующее выглаживание, выглаживание широким самоустанавливающимся инструментом, микровыглаживание.
Выглаживание с жёстким закреплением индентора (выглаживание с жестким закреплением инструмента) реализует жёсткую кинематическую связь между индентором и обрабатываемой деталью.
За счет внедрения рабочей части индентора в обрабатываемую деталь (натяга), реализуется силовое воздействие на обрабатываемую поверхность, приводящее к пластическому течению материала детали. При этом способе повышается точность размеров, но его желательно применять на станках с ЧПУ повышенной точности, с минимальным радиальным биением детали. Рекомендуемая исходная шероховатость Ra=0,8 мкм. На практике вместо алмазного индентора иногда используют твердосплавную квадратную пластину типа S, которая профилируется радиусом R>3,5 мм (конструкция инструмента состоит из державки, втулки для установки пластины, крепежных элементов для закрепления пластины во втулке и втулки в державке). Так реализуется сглаживающее выглаживание, при максимальных натягах до 20 мкм (однако здесь повышенные требования к оборудованию и предшествующему переходу — чистовому точению; поэтому область применения — детали с точной макро и микрогеометрией).
При выглаживании с упругим закреплением индентора (выглаживание с упругим закреплением инструмента; выглаживатель обычно имеет в своей конструкции пружину) устанавливают не натяг, а радиальную силу, с которой индентор воздействует на обрабатываемую поверхность. Данный способ применяется не только на станках с ЧПУ, но является наиболее подходящим для универсальных станков.
При жестко-упругом выглаживании выглаживатель с жёстким закреплением индентора будет ориентирован на предварительное упрочнение поверхности и формирование первичной шероховатости, а выглаживатель с упругим закреплением индентора — на формирование многослойной микроструктуры поверхностного слоя и окончательной шероховатости поверхности.
Вибровыглаживание заключается в том, что поверхность детали подвергается воздействию обычно твердосплавного индентора (имеющего жесткую связь с концентратором ультразвукового преобразователя) с определённой частотой и амплитудой.
Наноструктурирующее выглаживание представляет собой технологию формирования поверхностного слоя детали с нанокристаллической структурой и субмикрорельефом путем управления контактным давлением и фрикционной нагрузкой индентора выглаживателя. Обычно осуществляется за два прохода инструмента с упругим закреплением индентора и ориентировано на станки с ЧПУ.
Выглаживание широким самоустанавливающимся инструментом заключается в применении специального самоустанавливающегося инструмента для повышения производительности процесса, который осуществляется без применения СОЖ. Используются выглаживатели с инденторами из сверхтвердых материалов, имеющих в своей основе кристаллы кубического нитрида бора. Применяется как альтернатива шлифованию в условиях массового производства.
Микровыглаживание применяется для упрочнения деталей диаметром до 5 мм. 
Применение природных алмазов для обработки ППД создаёт возможность получить исключительно высокий класс чистоты поверхности почти на всех пластичных металлах и сплавах любой твёрдости. Усилие, с которым осуществляется процесс выглаживания алмазом, позволяют обрабатывать тонкостенные и маложёсткие изделия, при этом упрочняется поверхностный слой и в нем образуются благоприятные остаточные сжимающие напряжения. Все это становится возможным благодаря исключительным физико-механическим и эксплуатационным свойствам алмаза, как инструментального материала.

## Исторические факты
Первые исследования процесса были выполнены И. Холлом. Холл для исследования процесса выглаживания использовал алмазные инструменты с цилиндрической и сферической рабочими поверхностями. Исследования Холла показали, что в процессе выглаживания непосредственно перед инструментом по бокам и под ним происходит сжатие и пластическая деформация металла, который после прохода инструмента разгружается от напряжений не превышающих предел упругости. Впадины, находящиеся между гребнями микронеровностей, если они не очень глубоки, заполняются металлом гребней в результате воздействия инструмента.
В. М. Смелянский одним из первых обосновал высокую эффективность выглаживания с позиции сглаживания шероховатости и упрочнения поверхностного слоя. При этом он рассмотрел жесткое выглаживание, для реализации которого используется простой в изготовлении инструмент (индентор, державка, устройство для фиксации индентора в державке). Однако, ограничением применения этого способа явилось отсутствие жёстких и точных станков с ЧПУ к тому моменту (1969 г.). В России в 21 веке также проводились исследования по выглаживанию жёстким способом, где в качестве инструмента использовался резец, а выглаживание осуществлялось СМП, которые показали неплохие результаты. Однако, инструмент для жёсткого выглаживания в силу своей невысокой себестоимости не требует альтернатив.
В. П. Кузнецов первый установил, что при выглаживании возможно формирование наноструктурированного поверхностного слоя детали с шероховатостью поверхности нанометрового диапазона. Это открыло дополнительную сферу применения выглаживания при обработке особо точных ответственных деталей.

## Эксплуатационные свойства алмазов
Алмаз обладает высокой теплопроводностью. Коэффициент теплопроводности его более, чем в два раза превышает коэффициент теплопроводности твёрдого сплава ВК8, в пять раз выше, чем стали Р18 и сплава Т15К6, в десятки раз превышает коэффициент теплопроводности минералокерамики. Высокая теплопроводность алмаза при использовании его в качестве инструментального материала обеспечивает хороший теплоотвод из зоны обработки, вследствие чего на контактных поверхностях имеют место сравнительно меньшие температуры, чем при выглаживании другими инструментальными материалами. Благоприятный термический режим в области контакта создаётся также благодаря высокой теплоёмкости алмаза.
Кристалл алмаза обладает низким коэффициентом трения по металлической поверхности (около 0,05). Исключительно высокая чистота, с которой может быть отполирована его рабочая поверхность, чрезвычайная прочность и износоустойчивость, делают алмаз основным инструментальным материалом для выглаживания.
Применяют также синтетические алмазы, кубический нитрид бора, в ряде случаев — твёрдые сплавы, минералокерамику.

## Особенности выглаживания
ППД алмазными инструментами дает хорошие результаты при обработке почти всех металлов. Исключением являются детали из титана. Наибольшее влияние на шероховатость упрочненной поверхности, как и при обкатывании, оказывает радиальное усилие (при этом есть сглаживающий режим — где поверхностный слой почти не упрочняется и сглаживающе-упрочняющий режим — уменьшение Ra и упрочнение; в первом случае усилие меньше). Оптимальное значение этого усилия зависит от механических свойств металла, от формы и размеров индентора (для твердых материалов — радиус индентора выбирается меньше чем для более «мягких») инструмента и других параметров процесса. Для ППД алмазными инструментами характерны сравнительно небольшие значения силы (чем выше твердость обрабатываемого материала, тем больше сила), которые в общем случае находятся для упругого способа выглаживания в пределах от 50 до 300 Н (на универсальных станках момент касания определяется по так называемому «блестящему следу», который появляется на детали, но этот способ не очень точный), либо в величинах натяга для жесткого способа выглаживания (чем выше твердость обрабатываемого материала, тем меньше натяг) — от 10 до 150 мкм (при этом необходимо на станках с ЧПУ создавать систему автоматического обеспечения заданного натяга, для точного внедрения индентора).
Важным параметром процесса выглаживания является подача, которая обычно берется в пределах от 0,005 до 0,10 мм/об. 
Скорость выглаживания, как считает ряд исследователей, практически не влияет на микрорельеф упрочненной поверхности, но при скоростях 20-60 м/мин шероховатость более сглаженная и упрочнение равномерное. При больших скоростях могут возникнуть вибрации, ухудшающие качество обработки и снижающие стойкость инструмента. В настоящее время существуют научные подходы по устранению вибраций и созданные на их основе выглаживатели.
Правильный выбор СОЖ и интенсивности ее подачи в зону выглаживания, также во многом определит шероховатость выглаженной поверхности. При этом желательно чтобы исходная шероховатость не была «островершинной» поскольку, особенно для непластичных материалов, при сминании исходной шероховатости индентором могут вырываться микрочастицы материала, которые попав в зону деформации будут ухудшать качество выглаженной поверхности и ускорять износ индентора, рабочую поверхность которого чаще придется доводить до номинальной геометрии и шероховатости. СОЖ при выглаживании важна в большей степени с позиции смазки, поскольку выглаживатель реализует трение скольжения. К тому же чрезмерно охлаждать зону выглаживания не следует, так как температура в очаге деформации в определенных диапазонах облегчает сам процесс деформации. В принципе температурный режим изначально определится режимами выглаживания, в частности, скоростью. Температура будет оказывать непосредственное влияние на структуру поверхностного слоя детали, но из практики выглаживания известно, что если за первым индентором сразу осуществляется «доглаживание» предварительно упрочненного и нагретого материала детали вторым индентором, то формируется плотный однородный упрочненный слой.
После выглаживания размер детали изменится, за счёт пластической деформации материала, что следует учитывать при определении допуска под выглаживание, то есть окончательный допуск на размер под выглаживание д.б. «ужесточен» на величину этого изменения.
С учётом развития современного станкостроения, выглаживание, как финишный переход (который, для избежания погрешностей формы детали, должен осуществляться с предшествующим переходом за один установ) может использоваться в различных комбинированных технологиях — так, для токарных обрабатывающих центров с лазерными головками: тонкое точение, лазерное упрочнение поверхности на глубину до 1000 мкм, алмазное выглаживание с жестким закреплением индентора для обеспечения макро и микрогеометрии, то есть геометрической точности размеров и Ra<0,2 мкм.
Например, жестко-упругое выглаживание получило развитие в методе комбинированной отделочно-упрочняющей обработки, сочетающем выглаживание с жёстким закреплением индентора и упругое накатывание. Поскольку трение скольжения при выглаживании приводит к проскальзыванию индентора и поверхности детали, что формирует более грубую шероховатость, для сверхточных деталей с Ra<0,05 мкм (или для вязких материалов) желательно осуществлять накатывание шариком (параметр шероховатости поверхности шарика Ra<10 нм). При этом также возможно использовать головки с индентором и шариком (для шарика обязательно должен быть антифрикционный сепаратор и подшипник с антифрикционным покрытием; либо гидростатическое исполнение конструкции). В случае последовательного применения выглаживателя и обкатника, возможно использовать роликовый обкатник.